# Hypophthalmus marginatus
Hypophthalmus marginatus es una especie de pez de la familia Hypophthalmidae en el orden de los Siluriformes.

## Hábitat
Es un pez de agua dulce y de clima tropical.

## Distribución geográfica
Se encuentran en Sudamérica:  cuencas de los ríos  Amazonas y Orinoco, y ríos principales de la Guayana Francesa y  Surinam.